# Cavaglià
Cavaglià – miejscowość i gmina we Włoszech, w regionie Piemont, w prowincji Biella.
Według danych na styczeń 2009 gminę zamieszkiwało 3659 osób przy gęstości zaludnienia 143,5 os./1 km².